# 人の望みの喜びよ
『人の望みの喜びよ』は、2015年3月28日公開の日本映画。杉田真一の長編初監督作品。

両親を失った姉と弟の「その後」を丁寧に描いた かすかな光の物語 ――
第64回ベルリン国際映画祭で青少年（11歳～14歳）審査員から絶大な支持を受け、杉田監督はこの長編デビュー作でジェネレーション部門にて最高賞に次ぐ ”スペシャルメンション” を受賞。また、同映画祭 ”Best First Feature Award（新人監督賞）” にノミネートされる。

## あらすじ
突然、街を襲う大きな揺れ―	
 	
両親を失った姉／春奈（12）と弟／翔太（5）は、親戚の家に引き取られることになる。新しい家、新しい家族、新しい街、新しい学校・・・。
気持ちを整理する時間もきっかけもないまま、新しい生活だけが動き始める。ひとり事実を知らない翔太は、日に日に両親への気持ちを募らせていく。
弟への「秘密」と助けられなかった両親への「罪悪感」を抱え続ける春奈。	翔太のまっすぐな気持ちは、少しずつ春奈の心を動かし、次第に溜め込んでいた思いが溢れ始める・・・。	

## キャスト
- 須藤春奈：大森絢音
- 須藤翔太：大石稜久
- 高木勝俊：大塲駿平
- 高木雅子：吉本菜穂子
- 高木彰：西興一朗

## スタッフ
- 監督／脚本：杉田真一
- 製作：三好保洋
- 撮影：北川喜雄
- 照明：秋山恵二郎
- 美術：宇山隆之
- 編集：早野亮
- 録音：長島慎介
- 音響効果：伊藤瑞希
- メイク／衣装：岩橋奈都子
- 音楽：稲岡真吾
- 助監督：松本動
- カラリスト：小林亮太
- デザイン：大森純
- ラインプロデューサー：溝畠三穂子
- プロデューサー：三好祐子、杉田真一
- 宣伝：ブラウニー
- 協力：ランプ

## 評価

### 受賞
- 第64回ベルリン国際映画祭
  - ジェネレーション部門 スペシャルメンション受賞
  - 新人監督賞ノミネート
- おおさかシネマフェスティバル2016 新人監督賞受賞